# Mellomsjömyren
Mellomsjömyren är ett naturreservat i Falköpings kommun i Västergötland.

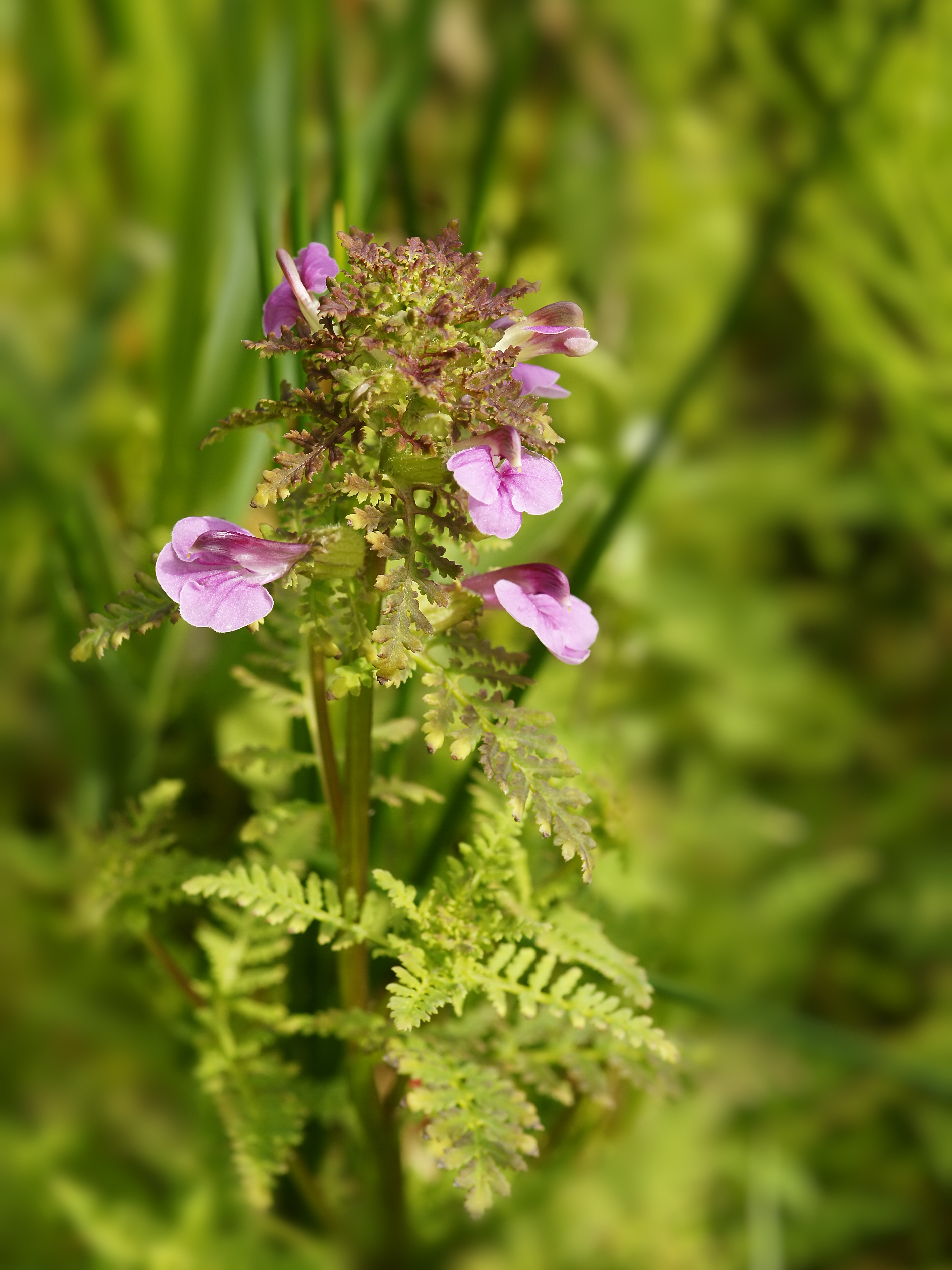
Kärrspira

Reservatet är 2 hektar stort och skyddat sedan 1958. Det är beläget öster om Stenstorp och ligger vid Klagstorpsåsen i Dala socken.
Från åsen rinner kalkhaltigt grundvatten till Mellomsjömyren. Den är känd för sin rika mossflora. den ligger i en åsgrop med grusmarker runt omkring. I området finns olika typer av kärr, allt från fattigkärr till rikkärr. Det finns även partier med öppet vatten i de centrala delarna. I rikkärrpartiet växer näbbstarr, trindstarr, myggblomster, ängsnycklar, kärrspira, snip, tagelsäv och gräsull.
Området ingår i EU:s ekologiska nätverk av skyddade områden, Natura 2000.